# Борис Шчербина
Борис Јевдокимович Шчербина (рус. Борис Евдокимович Щербина, укр. Борис Євдокимович Щербина; Дебаљцево, 5. октобар 1919 — Москва, 22. август 1990) био је совјетски политичар који је служио као потпредседник Савета министара од 1984. до 1989. године. Током овог периода, надгледао је управљање кризом након Чернобиљске катастрофе.
Шчербина је рођен у Дебаљцеву у Доњецкој области, Украјинска ССР 5. октобра 1919. године у породици радника на железници. Комунистичкој партији Совјетског Савеза придружио се 1939. године и добровољно се пријавио за војну службу током Зимског рата са Финском.
Шчербина је заслужан за оснивање индустрије нафте и гаса у Западном Сибиру док је био први секретар Комунистичке партије Совјетског Савеза у Тјуменској области, а касније као министар за нафту и гас од 1973. до 1984. године. Шчербина је постао члан Централног комитета Комунистичке партије 1976. године и задржао је тај положај до смрти.
Потпредседник Већа министара постао је 1984. године, а као такав био је задужен за решавање проблема Чернобиљске катастрофе 1986. године. Шчербина је имао сличну улогу након катастрофалног земљотреса у Јерменији 1988. године.
Преминуо је 1990. године у Москви.